# 72정 침몰 사고
다음은 72정 침몰 사고에 관한 내용이다.
1980년 1월 23일 새벽 5시쯤, 강원도 고성군 거진항 앞바다, 동해 최북단인 이 해상에서 해경 소속 60톤급 '72정'이 200톤급인 '207함'과 충돌해 침몰했다. 72정에 타고 있던 경찰관과 전경 17명은 전원 실종됐다. 침몰한 선체에 갇혀, 탈출하지 못한 것으로 추정된다.
가운데 해경은 72정 인양 가능성과 소요 비용 등을 산정하기 위한 연구용역에 들어갔다.